# Prithvipur
Prithvipur è una suddivisione dell'India, classificata come nagar panchayat, di 22.542 abitanti, situata nel distretto di Tikamgarh, nello stato federato del Madhya Pradesh. In base al numero di abitanti la città rientra nella classe III (da 20.000 a 49.999 persone).

## Geografia fisica
La città è situata a 25° 14' 12 N e 78° 43' 39 E.

## Società

### Evoluzione demografica
Al censimento del 2001 la popolazione di Prithvipur assommava a 22.542 persone, delle quali 11.895 maschi e 10.647 femmine. I bambini di età inferiore o uguale ai sei anni assommavano a 4.049, dei quali 2.101 maschi e 1.948 femmine. Infine, coloro che erano in grado di saper almeno leggere e scrivere erano 11.283, dei quali 7.103 maschi e 4.180 femmine.